# Aberdeen (Washington)
Aberdeen (kiejtése: æbərdiːn) az Amerikai Egyesült Államok északnyugati részén, Washington állam Grays Harbor megyéjében elhelyezkedő város. A 2010. évi népszámlálási adatok alapján 16 896 lakosa van.

## Történet
A település nevét a skóciai Aberdeenről elnevezett konzervgyárról kapta. Az 1884-ben Samuel Benn által alapított Aberdeen 1890. május 12-én kapott városi rangot.
A város első fafeldolgozóját 1894-ben nyitotta meg A. J. West. A Northern Pacific Railroad nyugati végállomásáért Aberdeen, Hoquiam és Cosmopolis versengett, azonban a vonal végül Ocostáig épült meg. Aberdeen és Hoquiam között mellékvágány épült, amelyet 1895-ben kötöttek össze a fővonallal.
A helységet 1900-ban a szalonok, bordélyok és kaszinók magas száma miatt „a nyugati part poklaként”, a magas gyilkossági ráta miatt pedig „az eltűntek kikötőjeként” is ismerték. Billy „Ghoul” Gohl állítólag 140 személyt gyilkolt meg, azonban csak két esetért tudták elítélni.
A gazdasági válság során a város 37 fafeldolgozójából 28 megszűnt. A faipar kezdetben nagy jelentőségű volt, azonban az 1970-es évekre a kitermelhető faanyag elfogyott, az üzemek többsége pedig az 1970-es és 1980-as években bezárt.
Az aberdeeni kikötőben állomásozik a Lady Washington, amely Robert Gray felfedező hajójának másolata.

## Éghajlat
A város éghajlata óceáni (a Köppen-skála szerint Cfb).
| Hónap                         | Jan.  | Feb.  | Már. | Ápr.  | Máj. | Jún. | Júl. | Aug. | Szep. | Okt. | Nov.  | Dec.  | Év    |
| ----------------------------- | ----- | ----- | ---- | ----- | ---- | ---- | ---- | ---- | ----- | ---- | ----- | ----- | ----- |
| Rekord max. hőmérséklet (°C)  | 18,9  | 22,8  | 27,8 | 31,1  | 35,6 | 38,3 | 40,6 | 40,6 | 37,8  | 30,0 | 22,8  | 16,7  | 40,6  |
| Átlagos max. hőmérséklet (°C) | 8,9   | 10,6  | 12,2 | 13,9  | 16,1 | 18,3 | 20,0 | 20,6 | 20,6  | 16,1 | 11,1  | 7,8   | 14,7  |
| Átlagos min. hőmérséklet (°C) | 2,8   | 2,8   | 3,9  | 5,0   | 7,8  | 10,6 | 12,2 | 12,2 | 10,6  | 7,2  | 4,4   | 2,2   | 6,8   |
| Rekord min. hőmérséklet (°C)  | −14,4 | −13,3 | −7,8 | −10,6 | −5,6 | 0,0  | 1,1  | 2,2  | −1,1  | −7,2 | −11,7 | −14,4 | −14,4 |
| Átl. csapadékmennyiség (mm)   | 345   | 243   | 227  | 157   | 96   | 66   | 31   | 38   | 64    | 195  | 362   | 327   | 2151  |
| Forrás: The Weather Channel   |       |       |      |       |      |      |      |      |       |      |       |       |       |

## Népesség
A 2010-es népszámláláskor a városnak 16 896 lakója, 6476 háztartása és 4020 családja volt. A népsűrűség 600 fő/km2. A lakóegységek száma 7338, sűrűségük 260,6 db/km2. A lakosok 80,4%-a fehér, 0,8%-a afroamerikai, 3,7%-a indián, 1,9%-a ázsiai, 0,3%-a a Csendes-óceáni szigetekről származik, 8%-a egyéb, 4,9%-a pedig kettő vagy több etnikumú. A spanyol vagy latino származásúak aránya 15,8% (   )
A háztartások 33,1%-ában élt 18 évnél fiatalabb. 39,9% házas, 15% egyedülálló nő, 7,1% egyedülálló férfi, 37,9% pedig nem család. 29,2% egyedül élt; 10,8%-uk 65 éves vagy idősebb. Egy háztartásban átlagosan 2,56 személy élt; a családok átlagmérete 3,1 fő.
A medián életkor 35,6 év volt. A város lakóinak 24,9%-a 18 évesnél fiatalabb, 10,5% 18 és 24 év közötti, 25,8%-uk 25 és 44 év közötti, 26%-uk 45 és 64 év közötti, 13%-uk pedig 65 éves vagy idősebb. A lakosok 49,8%-a férfi, 50,2%-a pedig nő.

## Gazdaság
A Grays Harbor Közösségi Kórház több mint hatszáz főnek ad munkát. Az aberdeeni kikötőből Kína felé exportálnak gépjárműveket.
2005. december 19-én a Weyerhaeuser bejelentette, hogy bezárja aberdeeni fűrészüzemét és cosmopolisi cellulózgyárát. A létesítmények megszűnésével legalább 342-en vesztették el munkahelyüket. 2009 januárjában a vállalat két további gyárat zárt be, így további 221 munkahely szűnt meg. A tervezett leépítésekről az alkalmazottak csak a sajtóból értesültek.
A térség legnagyobb foglalkoztatói a Westport Shipyard, a Sierra Pacific Industries, a The Simpson Door Company, a Hoquiam Plywood, a Pasha Automotive, a Willis Enterprises, az Ocean Gold Companies, a Vaughn Company és a Stafford Creek Javítóintézet. További jelentősebb cégek az Ocean Spray, a Walmart, a Sidhu & Sons Nursery USA, Inc., az Overstock.com és a Washington Crab Producers.
2007-ben az Imperium Renewables negyvenmillió dollárt fektetett egy leendő biodízelgyár megépítésébe. A 2015-től a Renewable Energy Group által üzemeltetett létesítmény évente 3,8 millió hektoliter üzemanyagot képes előállítani.
2010 szeptemberében a Weyerhaeuser cosmopolisi gyárának új tulajdonosa lett; a Cosmo Specialty Fibers, Inc. 2011. május 1-jén indította el a cellulóztermelést.

## Oktatás és kultúra
Az Aberdeeni Tankerület két középiskolát (Aberdeen (korábban J. M. Weatherwax) High School és az alternatív Harbor High School) és több általános iskolát tart fenn, emellett a településen található a Saint Mary School katolikus iskola.
2002-ben az Aberdeen High School Weatherwax épülete gyújtogatás miatt leégett; az újjáépített létesítményt 2007. augusztus 25-én adták át.
A város déli részén fekvő Grays Harbor Főiskolán megszerezhető végzettséggel egyetemen lehet továbbtanulni.
A Timberland Regional Library részeként működő, 1966-ban megnyílt közkönyvtár a megye legnagyobb ilyen létesítménye. Az 1906 óta üzemelő Carnegie könyvtár helyett nyílt létesítményt 2006-ban újították fel.
A városi múzeum az 1922-ben épült fegyverraktárban működött; az épület 2018 júniusában leégett.

## Nevezetes személyek
- Billy Gohl, sorozatgyilkos[8]
- Calvin Fixx, író[28]
- Carrie Goldberg, ügyvéd és író[29]
- Chris Freeman, a Pansy Division basszusgitárosa[30]
- Craig Raymond, kosárlabdajátékos[31]
- Dale Crover, a Melvins dobosa[32]
- Daniel Bryan, pankrátor[33]
- Douglas Osheroff, az 1996-os fizikai Nobel-díj nyertese[34]
- Ed Murray, Seattle egykori polgármestere[35]
- Elton Bennett, szitanyomással foglalkozó művész[36]
- Hank Woon, író[37]
- Jeff Burlingame, író és újságíró[38]
- John Workman, író[39]
- Krist Novoselic, a Nirvana basszusgitárosa[40]
- Kurdt Vanderhoof, gitáros[41]
- Kurt Cobain, a Nirvana frontembere[32]
- Lee Friedlander, író és fotós[42]
- Leroy Virgil, zenész[43]
- Mark Bruener, amerikaifutball-játékos[44]
- Matt Lukin, a Melvins basszusgitárosa[45]
- Patrick Simmons,, a The Doobie Brothers alapító tagja[46]
- Peter Norton, programozó[47]
- Robert Cantwell, regényíró[48]
- Robert Motherwell, festő[49]
- Trisha Brown, koreográfus[50]
- Victor Grinich, a Szilícium-völgy egyik alapítója[51]
- Walt Morey, író[52]
- Wesley C. Uhlman, Seattle egykori polgármestere[52]
- Yukon Eric, pankrátor[53]

## Testvérvárosok
A település testvérvárosai:
- Hakui, Japán
- Kanazava, Japán

## Fordítás
- Ez a szócikk részben vagy egészben  az   Aberdeen, Washington című angol Wikipédia-szócikk ezen változatának fordításán alapul.  Az eredeti cikk szerkesztőit annak laptörténete sorolja fel. Ez a jelzés csupán a megfogalmazás eredetét és a szerzői jogokat jelzi, nem szolgál a cikkben szereplő információk forrásmegjelöléseként.